# Nathanael Schnittelbach
Nathanael Schnittelbach (* 16. Juni 1633 in Danzig; † 16. November 1667 in Lübeck) war ein deutscher Komponist und Violinist.

## Leben
Schnittelbachs Vater, Johann Schnittelbach, war 45 Jahre lang als Organist an St. Jacobi in Danzig tätig. Nach seiner Ausbildung fand Nathanael Schnittelbach 1650 seine erste Beschäftigung als zeitweiliger Violinist an der Danziger Marienkirche. 1653 wurde er Musiker am Hoforchester von Christina von Schweden. Nachdem er sich erfolglos in Danzig beworben hatte, kehrte er im Frühjahr 1655 nach Deutschland zurück und wurde Ratsmusiker in Lübeck. Dort nahm er bis zu dessen Tod 1658 Unterricht bei Nicolaus Bleyer. Am 13. November des gleichen Jahres wurde ihm das Bürgerrecht verliehen; am 11. Dezember heiratete er Bleyers Tochter, Anna. Im Oktober 1667 wurde Schnittelbach auf einer Konzertreise während einer fürstlichen Hochzeit auf Gottorf krank und starb einen Monat später.
Schnittelbach genoss einen außerordentlich guten Ruf als Geiger. Er war in ganz Deutschland und darüber hinaus in Polen, Dänemark, Holland und Schweden bekannt; Ernst Ludwig Gerber nannte ihn „einen der größten Violinisten des 17. Jh.“ Schnittelbachs wohl berühmtester Schüler war Nicolaus Adam Strungk.

## Werke
Von Schnittelbach sind eine Ciacona für Solovioline, zwei Instrumentalsuiten und eine Sonate für Violine und Generalbass überliefert. Die beiden Suitensätze sind typisch für die Ratsmusik seiner Zeit. Ein Magnificat für fünf Singstimmen und zwei Violinen sowie ein geistliches Konzert Wo der Herr nicht das Haus bauet sind verschollen.